# Solid Edge
Solid Edge este un software CAD de modelare 3D. Rulează pe  Microsoft Windows și asigură modelarea solidelor, modelarea ansamblelor și capabilități de desenare a desenelor tehnice   pentru ingineri mecanici.
Inițial dezvoltat și lansat de Intergraph în 1996 folosind nucleul de modelare geometrică ACIS geometric modeling kernel mai târziu fiind schimbat cu nucleul Parasolid .  În 1998 a fost achiziționat și dezvoltat în continuare de către UGS Corp.
În 2007, UGS a fost achiziționată de divizia  Automation & Drives Division a Siemens AG. Compania UGS și-a schimbat numele în Siemens PLM Software în 1 octombrie 2007.
Din septembrie 2006 Siemens oferă o versiune 2D gratuită numită Solid Edge 2D Drafting. 
Solid Edge este un competitor direct pentru Pro/ENGINEER, SolidWorks și Autodesk Inventor.

## Modelarea tradițională
Procesul de modelare tradițional începe cu o caracteristică de bază controlată printr-o schiță 2D. Fiecare caracteristică ulterioară este construită pe o caracteristică precedentă.

## Modelarea ansamblului
Un ansamblu este construit din fișiere individuale reper legate între ele prin constrângeri, precum și caracteristicile ansamblului.  Solid Edge suporta ansambluri mari ( peste 100,000 de repere ).

## Draft
Un fișier draft constă dintr-un model 3D proiectat în una sau mai multe vederi 2D ale unui reper sau ansamblu.

## PLM
Solid Edge se integrează cu Sharepoint și Teamcenter pentru a asigura gestionarea ciclului de viață al produsului. SolidEdge se integrează și cu alte produse dedicate managementului ciclui de viață al produsului disponibile pe piață.

## Istorie
Solid Edge V1 a fost lansat în 1995, în octombrie 1997 mediul Sheet Metal a fost introdus cu versiunea V3.5. UGS a trecut de la nucleul de modelare ACIS la Parasolid în 1998 începând cu versiunea V5. Solid Edge cu Synchronous Technology a fost lansat în 2008.